# Ant Farm
Ant Farm és un grup d'arquitectes de San Francisco. Produïren treballs experimentals de 1968 a 1978. Influenciats per propostes de Buckminster Fuller o Archigram com per les performances d'Anna i Lawrence Halprin, aquest col·lectiu "d'arquitectes underground" va realitzar una sèrie de vídeos, manifestos, instal·lacions i performances entorn de diversos referents simbòlics o icones de la cultura nord-americana contemporània: l'automòbil, la televisió, l'assassinat del president Kennedy, etc.